# Малое Аксёново
Малое Аксёново — опустевшая деревня в Кимрском районе Тверской области. Входит в состав Ильинского сельского поселения.

## География
Находится в юго-восточной части Тверской области на расстоянии приблизительно 12 км на север-северо-запад по прямой от районного центра города Кимры в левобережной части района.

## История
Известна была с 1887 года, когда в ней было учтено 5 дворов.

## Население
Численность населения: 46 человек (1887 год), 0 в 2010. Ныне имеет характер урочища.